# Литтелтон, Томас, 3-й виконт Чандос
Томас Орландо Литтелтон, 3-й виконт Чандос (англ. Thomas Lyttelton, 3rd Viscount Chandos; род. 12 февраля 1953 года) — британский наследственный и пожизненный пэр, политик Лейбористской партии.

## Ранняя жизнь
Член семьи Литтелтон, родился 12 февраля 1953 года. Старший сын Энтони Литтелтона, 2-го виконта Чандоса (1920—1980), и Кэролайн Ласселлс (род. 1927), дочери сэра Алана Ласселлса (1887—1981), личного секретаря короля Георга VI и королевы Елизаветы II). Он получил образование в Итоне и Вустерском колледже в Оксфорде, который закончил в 1974 году со степень бакалавра искусств.

## Карьера
Чандос стал преемником своего отца в виконтстве в 1980 году, но потерял свое место в Палате лордов после принятия Закона о Палате лордов 1999 года. Однако в 2000 году он стал пожизненным пэром как барон Литтелтон из Олдершота, из Олдершота в графстве Хэмпшир и смог вернуться в Палату лордов.

## Личная жизнь
19 октября 1985 года Чандос женился на Арабелле Саре Люси Бейли (род. 21 апреля 1955), дочери Джона Адриана Бейли и леди Мэри Бейли-Гамильтон. У них трое детей:
- Достопочтенный Оливер Энтони Литтелтон (родился 21 февраля 1986 года), старший сын и наследник титула. Женат с 1996 года на Сибилле Грей, от которой у него есть одна дочь
- Достопочтенный Бенедикт Литтелтон (родился 30 апреля 1988 года)
- Достопочтенная Розанна Мэри Литтелтон (род. 19 марта 1990)